# Kiels voetbalkampioenschap 1911/12
In 1911/12 werd het achtste Kiels voetbalkampioenschap gespeeld, dat georganiseerd werd door de Noord-Duitse voetbalbond. 
Holstein Kiel werd kampioen en plaatste zich voor de Noord-Duitse eindronde. De club versloeg Seminar FC 07 Lübeck, Rendsburger FC, Bremer SC 1891 en Eintracht Braunschweig en werd opnieuw kampioen. Hierdoor plaatste de club zich ook voor de eindronde om de Duitse landstitel. Na een overwinning op BFC Preußen 1894 en BTuFC Viktoria 1889 plaatste de club zich voor de tweede keer voor de finale. Het werd een heruitgave van de finale van twee jaar terug tegen Karlsruher FV. Deze keer trok Holstein aan het langste eind met 1-0 en kroonde zich zo voor de eerste en tot dusver enige keer tot landskampioen. 

## Eindstand
| Plaats | Club                    | Wed. | W | G | V | Saldo | Ptn  |
| ------ | ----------------------- | ---- | - | - | - | ----- | ---- |
| 1.     | Kieler FV Holstein 1902 | 6    | 6 | 0 | 0 | 35:2  | 12:0 |
| 2.     | FV Teutonia Kiel        | 6    | 4 | 0 | 2 | 15:14 | 8:4  |
| 3.     | 1. Kieler FV 1900       | 6    | 2 | 0 | 4 | 16:20 | 4:8  |
| 4.     | FC Kilia Kiel           | 6    | 0 | 0 | 6 | 6:36  | 0:12 |

|  | Kampioen |